# Cattedrale della Dormizione della Madre di Dio (Tartu)
La cattedrale della Dormizione della Madre di Dio (in estone: Tartu Uspenski õigeusu kirik) è la cattedrale ortodossa di Tartu, in Estonia, è sede dell'eparchia di Tartu afferente alla Chiesa ortodossa apostolica estone.

## Storia
La chiesa originaria è stata edificata nel XIII nell'ambito di un convento domenicano dedicato a Santa Maria Maddalena. 
Nel 1753 fu costruita una nuova chiesa in pietra distrutta nel 1775 in un incendio. Nel 1783 è stata costruita l'attuale chiesa in pietra, consacrata lo stesso anno a Maria Madre di Dio.